# Bolitoglossa bramei
Bolitoglossa bramei is een salamander uit de familie longloze salamanders (Plethodontidae). De soort werd voor het eerst wetenschappelijk beschreven door David Burton Wake, Jay Mathers Savage en James Hanken in 2007.

## Verspreiding en habitat
De salamander komt voor in delen van Midden-Amerika en leeft in de landen Colombia en Panama. Bolitoglossa bramei leeft in de nevelwouden van zowel de Caribische als de Pacifische zijde van de Cordillera de Talamanca. Het verspreidingsgebied loopt van Cerro Pando in Costa Rica tot aan Boquete in Panama. Bolitoglossa bramei leeft op hoogtes tussen de 1900 en 2300 meter boven zeeniveau.